# 白馬山莊殺人事件
《白馬山莊殺人事件》是日本作家東野圭吾的長篇推理小說。本作是東野的初期作品，作品使用鵝媽媽童謠內某些字句為密語鋪陳案件。光文社於1986年發行了單行本，1990年發行了文庫本，2009年發行重新設計封面的新裝版。

## 出版書籍
| 出版社         | 出版日期      | 格式   | 頁數  | 書籍編碼               | 譯者   |
| -------------- | ------------- | ------ | ----- | ---------------------- | ------ |
| 光文社         | 1986年8月     | 單行本 | 250頁 | ISBN 978-4-33-402665-3 | 不適用 |
| 光文社         | 1990年4月1日  | 文庫本 | 357頁 | ISBN 978-4-33-471122-1 | 不適用 |
| 蒙达利         | 2000年4月16日 | 平裝書 | 233頁 | ASIN B00P4AXMME        |        |
| RH Korea       | 2008年6月24日 | 平裝書 | 336頁 | ISBN 978-892-551970-8  |        |
| 皇冠文化出版   | 2011年1月10日 | 平裝書 | 304頁 | ISBN 978-957-332-749-3 | 林冠汾 |
| 人民文學出版社 | 2011年2月     | 平裝書 | 273頁 | ISBN 978-702-008308-4  | 原斌   |

## 故事簡介
原菜穗子的哥哥原公一在白馬山莊中留下了「瑪利亞何時歸家」的信息後就死了，而他死亡的房間呈現出完全密室的狀態，警察判斷為自殺，但不相信哥哥自殺的菜穗子在好友真琴的幫助下，時隔一年重返白馬山莊調查哥哥死亡的真相。豈知在她們到達白馬山莊後，殺人事件又再次發生了……

## 登場人物
原 菜穗子（Hara Nahoko）
大學三年級生，為調查哥哥公一的死亡之謎而前往白馬山莊。
澤村 真琴（Sawamura Makoto）
大學三年級生，菜穗子的好友，陪同她前往白馬山莊。
原 公一（Hara Kouichi）
菜穗子的哥哥，一年前死在白馬山莊，死時留下了「瑪利亞何時歸家」的信息。
高瀨 啓一（Takase Keiichi）
在白馬山莊工作，負責將菜穗子她們接到山莊。
益田（Masuda）
白馬山莊的住客，以前是大夫，和太太一起來到白馬山莊渡假。
霧原（Kirihara）
白馬山莊的經理，把山莊買下並改建成旅館，取名為「鵝媽媽渡假山莊」。
久留美（Kurumi）
在白馬山莊上班的女孩。
上條（Kamijou）
白馬山莊的住客。
江波（Enami）
白馬山莊的住客。
大木（Ooki）
白馬山莊的住客。被害者。
芝浦 時雄（Shibaura Tokio）
白馬山莊的住客，夫婦倆一同來山莊渡假。
芝浦 佐紀子（Shibaura Sakiko）
白馬山莊的住客，芝浦的太太。
中村（Nakamura）
白馬山莊的住客。
古川（Furukawa）
白馬山莊的住客。
川崎 一夫（Kawasaki Kazuo）
寶石店的老闆。兩年前帶著寶石來到白馬山莊時被殺害了。

## 外部連結
- （日語）
- （繁體中文）皇冠讀樂網：白馬山莊殺人事件 （页面存档备份，存于）
- （简体中文）豆瓣讀書：白馬山莊殺人事件 （页面存档备份，存于）